# سیاره آپمن: نبرد برای زمین
سیاره آپمن: نبرد برای زمین (انگلیسی: Planet of the Apemen: Battle for Earth)، یا سیاره میمون انسان‌نما: نبرد برای زمین، مستندی دراماتیزه شده دربارهٔ مبارزات «انسان» با «انسان راست‌قامت» در قسمت اول و نئاندرتال در قسمت دوم، پخش شده در بی‌بی‌سی وان به ترتیب در ۲۳ و ۳۰ ژوئن ۲۰۱۱.